# Minutfilm
Minutfilm er en dansk kortfilm-antologi fra 1993. Baggrunden for antologien var, at der august 1993 for tiende gang blev afholdt International Filmfestival i Odense for de skæve, sære og sjove kortfilm. I anledning af jubilæet bad Odense Kommune og Statens Filmcentral ti danske filminstruktører om hver at lave en lille film på ca. et minut.

## Afsnit
| # | Titel                             | Instruktør           | Fotograf             | Klip                                         | Første sendedag | Varighed |
| --- | --------------------------------- | -------------------- | -------------------- | -------------------------------------------- | --------------- | -------- |
| | "En dødstjald"                    | Nils Vest            | Steen Dalin          | Jes Kjær Paul                                | 1993            | 5 min.   |
| En 'råryger' når på fem minutter at se tv, drikke et par guldbajere, skælde hunden ud, præparere en pibe med hash og efter en dyb inhalering gennemleve flere identiteter med tilhørende fysiske forandringer. Medvirkende: Klaus Haase |                                   |                      |                      |                                              |                 |          |
| | "Haiku"                           | Terje Dragseth       | Simon Plum           | Jakob Thuesen                                | 1993            |          |
| Natten, månen, søen, træet. En frø. Et lille, stiliseret billeddigt om det store i det små. |                                   |                      |                      |                                              |                 |          |
| | "Her bor jeg"                     | Erling Wolter        | Erling Wolter        | Erling Wolter                                | 1993            |          |
| Om at bo i Tisvildeleje - en munter kærlighedserklæring til egn, mennesker og livet. |                                   |                      |                      |                                              |                 |          |
| | "Huden kradser hul på sproget"    | Kassandra Wellendorf | Kassandra Wellendorf | Jesper Fabricius                             | 1993            | 2 min.   |
| Huden kradser hul på sproget, sproget vokser ind i håret, håret vokser ud af huden. Medvirkende: Benita Haastrup, Søren Laursen, Kassandra Wellendorf                                                                                   |                                   |                      |                      |                                              |                 |          |
| | "Le véritable homme dans la lune" | Torben Skjødt Jensen | Edvard Friis-Møller  | Lars Beyer Vilstrup, Jens Ole Steen Svendsen | 1993            |          |
| En humørfyldt stumfilmparodi og homage til pioneren Georges Méliès (1861-1938). Medvirkende: Alexander W. Jantzen, Malene Vilstrup, Steen Blendstrup, Thierry Legendre                                                                  |                                   |                      |                      |                                              |                 |          |
| | "Life Is a bitch"                 | Jørn Faurschou       | Francois Grandjean   | Niels Pagh Andersen                          | 1993            | 5 min.   |
| En grov satire om at skændes i en bil, og hvad det i kønskampen frygteligt kan føre til. Medvirkende: Jesper Christensen, Charlotte Sieling, Niels Anders Thorn                                                                         |                                   |                      |                      |                                              |                 |          |
| | "Somalia Zap"                     | Søren Kloch          | Søren Kloch          | Jens Bidstrup                                | 1993            | 6 min.   |
| Øjet ser på tv's mange programmer, men øjet kan også fæstne sig på små skæbner. |                                   |                      |                      |                                              |                 |          |
| | "Synopsis"                        | Ole Henning Hansen   |                      |                                              | 1993            | 3 min.   |
| Et drømmespil om selvmordets fristelse i værtshusets evige tobaksrøg og øldunster. |                                   |                      |                      |                                              |                 |          |
| | "Søndag eftermiddag, Østerbro"    | Rumle Hammerich      | Kaj Mogens Jensen    |                                              | 1993            | 3 min.   |
| For en kvinde, der stryger en herreskjorte, kan det være en veritabel kærlighedsakt. |                                   |                      |                      |                                              |                 |          |
| | "Øje blikke"                      | Peter Engberg        | Simon Plum           |                                              | 1993            | 4 min.   |
| Øjnene er sjælens spejl, og mange sjælespejle lyser i livets evige, smukke cirkel. |                                   |                      |                      |                                              |                 |          |